# Ейдек (місто)
Ейдек (англ. Adak, вимовляється /ˈeɪdæk/)  — місто в окрузі Західні Алеутські острови, штату Аляска, США, колишня Станція Ейдек. За даними перепису населення в США 2000 року населення містечка становило — 316 чоловік. Це найзахідніший муніципалітет в США і найпівденніше місто на Алясці.. В Ейдеку немає радіостанцій, і навіть навколо в радіусі 320 км (200 миль) їх немає також. В місті можливо приймати лише радіостанції, що передаються через супутник або короткохвильові приймачі.

## Географія
За даними Бюро перепису населення США, місто має загальну площу 329.8 км², з яких 317 км² — площа суші і 12.8 км² — площа водної поверхні (3.87 % від загальної площі).
Ейдек знаходиться на березі затоки Калак на однойменному острові Ейдек в групі Андреянівських островів архіпелагу Алеутські острови.
Він знаходиться за 1930 км (1200 миль) на південний захід від Анкориджа та за 724 км на захід від Голландської гавані, недалеко від російського кінця дуги, яка утворена цим ланцюгом вулканічних островів. Час польоту до Анкориджу — від трьох годин (в залежності від погодних умов). Ейдек є найпівденнішою общиною Аляски, і знаходиться на тій же широті, що й острів Ванкувер в Канаді, і Брюссель в Бельгії.

### Клімат
Місто знаходиться у зоні, котра характеризується морським кліматом. Найтепліший місяць — серпень із середньою температурою 10 °C (50 °F). Найхолодніший місяць — січень, із середньою температурою 0 °С (32 °F).
| Клімат Ейдека           | Клімат Ейдека | Клімат Ейдека | Клімат Ейдека | Клімат Ейдека | Клімат Ейдека | Клімат Ейдека | Клімат Ейдека | Клімат Ейдека | Клімат Ейдека | Клімат Ейдека | Клімат Ейдека | Клімат Ейдека | Клімат Ейдека |
| Показник                | Січ.          | Лют.          | Бер.          | Квіт.         | Трав.         | Черв.         | Лип.          | Серп.         | Вер.          | Жовт.         | Лист.         | Груд.         | Рік           |
| Середня температура, °C | 0             | 0             | 1             | 2             | 4             | 7             | 9             | 10            | 8             | 5             | 2             | 1             | 4             |
| Норма опадів, мм        | 150           | 117           | 139           | 109           | 89            | 73            | 73            | 106           | 136           | 163           | 187           | 183           | 1522          |
| Вологість повітря, %    | 73.7          | 71.6          | 73.8          | 71.1          | 75.1          | 77.4          | 81            | 82.2          | 79            | 76.3          | 75.3          | 73.9          | 75.9          |
| ----------------------- | ------------- | ------------- | ------------- | ------------- | ------------- | ------------- | ------------- | ------------- | ------------- | ------------- | ------------- | ------------- | ------------- |
| Джерело: Weatherbase    |               |               |               |               |               |               |               |               |               |               |               |               |               |